# Ethelstan
Ethelstan, také Athelstan nebo Æthelstan (895?– 27. října 939, Gloucester) byl anglickým králem v letech 924 až 939. Byl synem Eduarda I. Æthelstanovo nástupnictví bylo potvrzeno podrobením Konstantina II., krále Skotska, roku 927 v dohodě u Eamount Bridge a po bitvě o Brunanburhu byl titulován jako král všech Britů.

## Život

### Vláda
Æthelstan byl synem Eduarda I., který před svou smrtí vládl anglickým královstvím na jih od řeky Humber. Hned po jeho smrti byl Æthelstan uznán jako král Mercie, ale trvalo nějakou dobu, než byl uznán i vládcem Wessexu.
Z velké části se věnoval vytváření politických aliancí. Pouze rok po své korunovaci provdal jednu ze svých sester za vikinského krále z Jórviku Sitrika, který ho uznal za svého svrchovaného vladaře a přijal křesťanství. Asi po roce Sitric svou manželku zapudil, ale předtím než se s ním mohl Æthelstan utkat, Sitric roku 927 náhle zemřel. Æthelstan se rychle vydal s vojskem na sever a obsadil větší část Northumbrie. Tato akce způsobila, že se téměř celá Anglie dostala pod vládu jednoho panovníka, i když se tato situace stabilizovala až od roku 954.
Zpočátku se i jiní vládci ve Velké Británii podrobili Æthelstanovi, mimo jiné králové západního Walesu, Skotska, Gwentu a Strathcylde. Podobně je zaznamenána i Æthelstanova výprava na západ. Král severního Walesu se mu podrobil u Herefordu a jeho vliv ve Walesu se odrazil i v tom, že králové Walesu byli uvedeni v seznamu podřízených králů. Vypudil i západní Velšany z Exeteru a posunul hranice Cornwallu k řece Tamar.

### Bitva u Brunanburhu
Roku 937 skotský král Konstantin II. spolu s Olafem Guthfrithsonem, králem Dublinu, napadli Anglii. Rozhodujícím střetem byla bitva u Brunanburhu, označovaná v Anglosaské kronice jako velká bitva. Je zde uváděno, že Konstantin, tehdy šedesátiletý, v ní ztratil svého syna a následníka. Přesné místo této bitvy ale v současnosti není známo. I když byla tato bitva slavná a krvavá, nic nerozhodla.

### Závěr života a smrt
Dne 29. října 939 Æthelstan zemřel a jeho nástupcem se stal jeho bratr Edmund I., kterému v té době bylo 18 let. Æthelstanovo impérium, které se zdálo po bitvě u Brunanburhu bezpečné, se během jediného roku rozpadlo, poté co se Amlaíb vrátil z Irska a obsadil Northumbrii a oblast Danelaw.

## Dosažené úspěchy
Æthelstan je považován za prvního krále, který vládl celé Anglii a za jeho vlády byla království Anglie, Walesu a Skotska ovládána jedním panovníkem. Dosáhl významných vojenských úspěchů a rozšířil své panství na území Walesu a Cornwallu. Podobně jako jeho předchůdci i Æthelstan udržoval časté kontakty s cizinou. Jeho nevlastní sestry se provdaly do šlechtických rodin na kontinentu. I když vytvářel mnohé politické aliance, neměl žádné své potomky.
Byl náboženský založen a podporoval církev ve Wessexu. Když roku 939 zemřel v Gloucesteru, byl pohřben ve svém oblíbeném opatství v Malmesbury, na rozdíl od svých předchůdců, kteří byli pohřbeni ve Winchesteru. Zde se nachází jeho náhrobek, jeho pozůstatky však byly asi o století později ztraceny.